# György Aranka
György Aranka de Zagon (n. 15 septembrie 1737, Sic – d. 11 martie 1817, Târgu Mureș) a fost un scriitor, eseist, promotor al dezvoltării activităților științifice, maghiar din Transilvania.
În 1791 a prezentat în fața Dietei Transilvaniei proiectul intitulat Erdélyi Magyar Nyelvmívelő Társaság („Schiță despre înființarea unei societăți pentru cultivarea limbii maghiare din Transilvania, adresată claselor înalte ale patriei”), întocmit la inițiativa lui György Bessenyei și a lui Miklós Révai și pe baza căruia se va înființa, în 1793, Societatea pentru Cultivarea Limbii Maghiare din Transilvania, al cărei secretar va rămâne până la sfârșitul vieții.
A jucat un rol important și în înființarea Societății pentru Publicarea Manuscriselor din Transilvania, care s-a ocupat de colecționarea și publicarea documentelor istorice.
Colecția sa bogată de cărți și manuscrise a intrat mai întâi în posesia contelui Imre Mikó, iar apoi în cea a Societății Muzeului Ardelean.
La 31 mai 2008, în zona centrală a orașului Târgu Mureș a fost dezvelită statuia lui György Aranka, un monument realizat de sculptorul János Gyarmathy.